# Terri Dendy
Terri A. Dendy, ameriška atletinja, * 8. maj 1965.
Ni nastopila na poletnih olimpijskih igrah. Na svetovnih prvenstvih je osvojila naslov prvakinje v štafeti 4×400 m leta 1993, na svetovnih dvoranskih prvenstvih srebrno medaljo leta 1993 in bronasto leta 1991 v isti disciplini, na panameriških igrah pa srebrno medaljo leta 1995.